# Eparchie birská
Eparchie Birsk je eparchie ruské pravoslavné církve nacházející se v Rusku.

## Území a titul biskupa
Zahrnuje správní hranice území Abzelilovského, Archangelského, Bajmakského, Beloreckého, Birského, Burzjanského, Zilairského, Iglinského, Karaidelského, Miškinského, Nurimanovského, Učalinského a Chajbullinského rajónu republiky Baškortostán.
Eparchiálnímu biskupovi náleží titul biskup birský a belorecký.

## Historie
V listopadu 1922 biskup Andrej (Uchtomskij) veden poselstvím metropolity Agafangela (Preobraženského) z 18. června 1922, vyhlásil dočasnou autonomii eparchie Ufa a pro samosprávu jejích jednotlivých částí provedl několik vysvěcení vikarijních biskupů včetně Trofima (Jakobčuka), který se stal biskupem birským. Následně byl uznán patriarchou Tichonem.
Po roce 1932 nebyla katedra obsazena. Titul biskupa birského nesl také biskup Veniamin (Troickij), který nebyl ve spojení s metropolitou Sergijem (Stragorodským).
Dne 27. července 2011 byl Svatým synodem obnoven birský vikariát ufijské eparchie. Po 16. březnu 2012 byla katedra neobsazena.
Dne 29. července 2017 byla Svatým synodem zřízena z částí území něftěkamské, salavatská a ufijské eparchie nová eparchie birská. Stala se součástí nové baškortostánské metropole.

## Seznam biskupů

### Vikariát Birsk Ufijské eparchie
- 1922–1923 Trofim (Jakobčuk)
- 1926–1928 Serafim (Trofimov)
- 2011–2012 Nikolaj (Subbotin)

### Eparchie Birsk
- 2017–2017 Nikon (Vasjukov), dočasný administrátor
- 2017–2018 Ilija (Kazancjev)
- 2018–2018 Nikon (Vasjukov), dočasný administrátor
- od 2018 Spiridon (Morozov)